# Conor Hourihane
Conor Hourihane (Cork, 2 de febrero de 1991) es un exfutbolista y entrenador irlandés que jugaba de centrocampista. Desde marzo de 2025 dirige al Barnsley F. C. de la League One de Inglaterra.

## Trayectoria
En junio de 2024 regresó al Barnsley F. C. y en diciembre puso fin a su carrera como jugador, pasando a ejercer de entrenador asistente. Tras el despido de Darrell Clarke en marzo de 2025, asumió el cargo de entrenador interino antes de ser nombrado en el puesto de forma permanente en abril con un contrato de dos años.

## Selección nacional
Fue internacional con la selección de fútbol sub-21 de Irlanda.
El 28 de marzo de 2017 debutó internacionalmente contra Islandia. Jugó su segundo partido internacional frente a México el 2 de junio de 2017.

## Clubes

### Como jugador
| Club                            | País       | Año       |
| ------------------------------- | ---------- | --------- |
| Sunderland A. F. C.             | Inglaterra | 2009-2010 |
| Ipswich Town F. C.              | Inglaterra | 2010-2011 |
| Plymouth Argyle F. C.           | Inglaterra | 2011-2014 |
| Barnsley F. C.                  | Inglaterra | 2014-2017 |
| Aston Villa F. C.               | Inglaterra | 2017-2022 |
| Swansea City A. F. C. (cedido)  | Gales      | 2021      |
| Sheffield United F. C. (cedido) | Inglaterra | 2021-2022 |
| Derby County F. C.              | Inglaterra | 2022-2024 |
| Barnsley F. C.                  | Inglaterra | 2024      |

### Como entrenador
| Club           | País       | Año   |
| -------------- | ---------- | ----- |
| Barnsley F. C. | Inglaterra | 2025- |